# 西安府志
《西安府志》是一部记载清代西安地方的府志，内容为西安的历史、地理、风俗、人情等。

## 纂修历史
清乾隆三十七年（1772年），毕沅署理陕西布政使，他主张“能以文学抜饰吏治，不特长吏与有荣施”，并大力提倡地方官纂修方志。他有感于古都西安山水掌故之放矢，认为修《西安府志》十分必要。适逢著名学者严长明游历关中，与毕沅观点颇为相同。
乾隆四十一年（1776年），毕沅上书请求纂修《西安府志》获得批准。在编纂过程中《西安府志》的每一项工作、每一个环节都由严长明亲自负责。知府舒其绅“复为参稽案牍，斟酌民言，俾一郡之掌故眉列掌示”。从设想、奏请到删削定稿，毕沅一直参与其中。《西安府志》初稿成时，“凡与秦中文献关涉者，计得千五百种，发凡举例，类聚区分，文成数万，为门一十有五，分类五十有一，合成一百卷”。后经毕沅“亲加裁削，为《西安府志》八十卷”。
乾隆四十四年（1779年），《西安府志》书成，次年付梓发行。